# Lista de descobertas chinesas
Além de muitas invenções, os chineses foram também os primeiros pioneiros na descoberta de fenômenos naturais que podem ser encontradas no corpo humano, o meio ambiente do mundo, e no sistema solar. Eles também descobriram muitos conceitos em matemática. A lista abaixo contém as descobertas que aparentam ter origem na China.

## Descobertas

### Era Antiga e Imperial

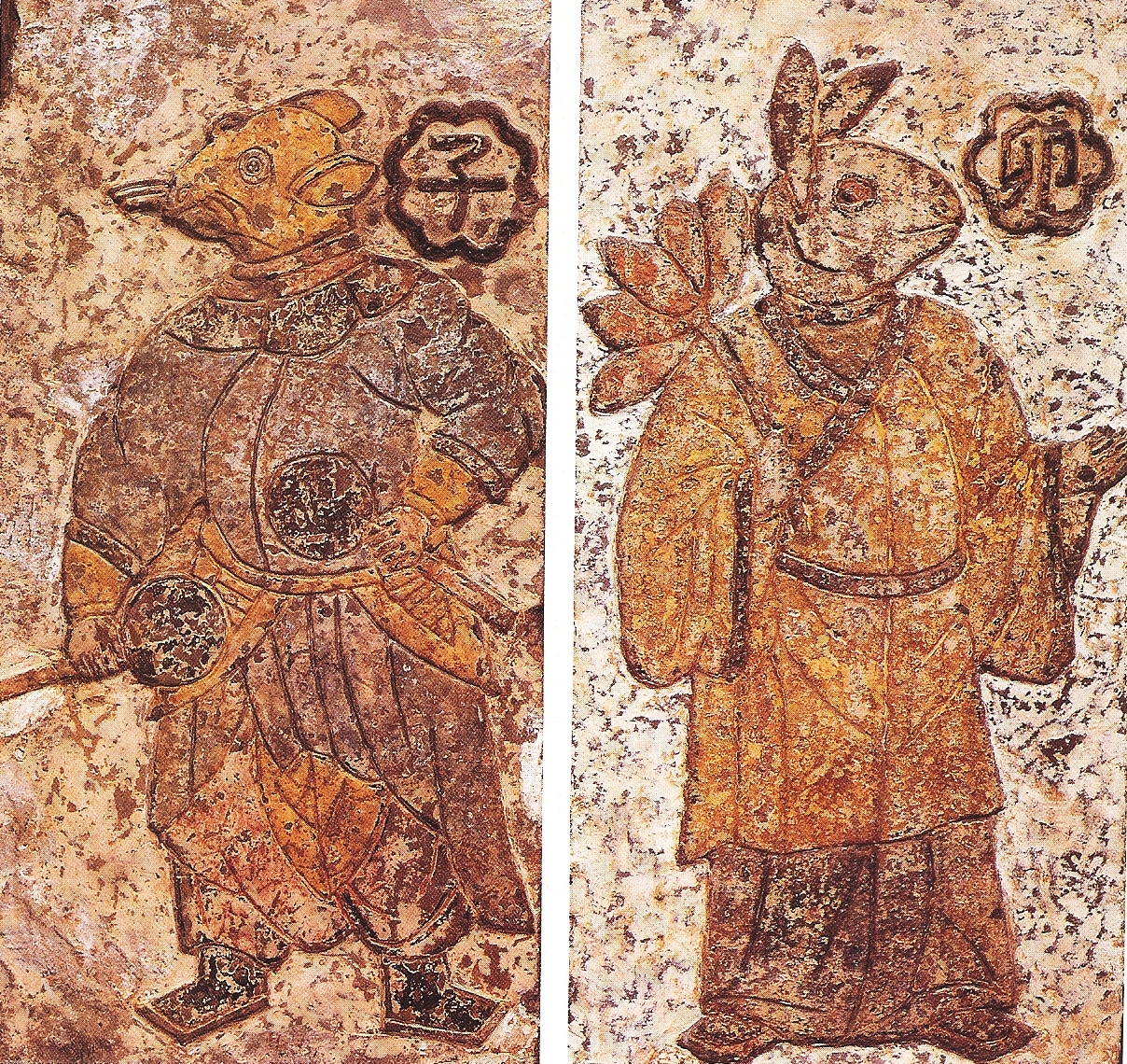
Dinastia Hã, pinturas em azulejos Chineses de espíritos guardiões, representando os períodos das 23 horas à 1 hora da manhã (esquerda) e das 17 às 19 horas (direita); os antigos chineses, embora discutiam isso em termos sobrenaturais, reconheciam o ritmo circadiano dentro do corpo humano

- Teorema chinês do resto: O teorema chinês do resto inclui congruências simultâneas da teoria dos números. Terá sido criado no século III, no livro de matemática de Sunzi Suanjing, onde surgiu o problema: "Há um número desconhecido de coisas, quando dividido por 3 resta 2, quando dividido por 5 resta 3, e quando dividido por 7 resta 2. Encontre o número."[1] Este método de cálculo foi usado em matemática de calendários pela Dinastia Tangue (618–907) por matemáticos como Li Chunfeng (602–670) e Yi Xing (683–727), a fim de determinar o comprimento da "Grande Época", o lapso de tempo entre as conjunções da lua, sol e os cinco planetas (Marte, Júpiter, Vênus, Saturno e Mercúrio).[1] Assim, foi fortemente associada com os métodos de adivinhação dos antigos I Ching.[1] A sua utilização foi perdida durante séculos, até Qin Jiushao (c. 1202–1261) a reviver em seu Tratado Matemático em Nove Secções de 1247, proporcionando uma prova construtivo para ele.[1]
- Ritmo circadiano em seres humanos: A observação de um processo circadiano ou diurno em seres humanos é mencionado em textos médicos Chineses datados por volta do século XIII, incluindo o Manual Meio-dia e Meia-noite e o Mnemônico Rima para ajudar na Seleção de Acu-pontos de Acordo com o Ciclo Diurno, o Dia do Mês e Estação do Ano.[2]
- Frações decimais: frações decimais foram utilizados em Chinês matemática pelo século I, como evidenciado por Nove Capítulos sobre a Arte da Matemática, enquanto que aparecem nas obras do matemática árabe por volta do século XI (no entanto é como elas foram desenvolvidas de forma independente) e na matemática europeia perto do século XII, embora o ponto decimal não foi usado até que o trabalho de Francesco Pellos, em 1492, e não esclarecido até o 1585 publicação do matemático flamengo, Simon Stevin (1548–1620).[3]
- Diabetes: Reconhecimento e tratamento: O Huangdi Neijing compilado pelo século II a.C., durante a Dinastia Hã diabetes foi identificada como uma doença sofrida por aqueles que tinham um hábito excessivo de comer doces e alimentos gordurosos, enquanto as Antigas e as Novas Experimentadas e Testadas Prescrições escrito pela Dinastia Tang, pelo médico Zhen Quan (morto em 643) foi o primeiro livro de mencionar um excesso de açúcar na urina em pacientes diabéticos.[4]

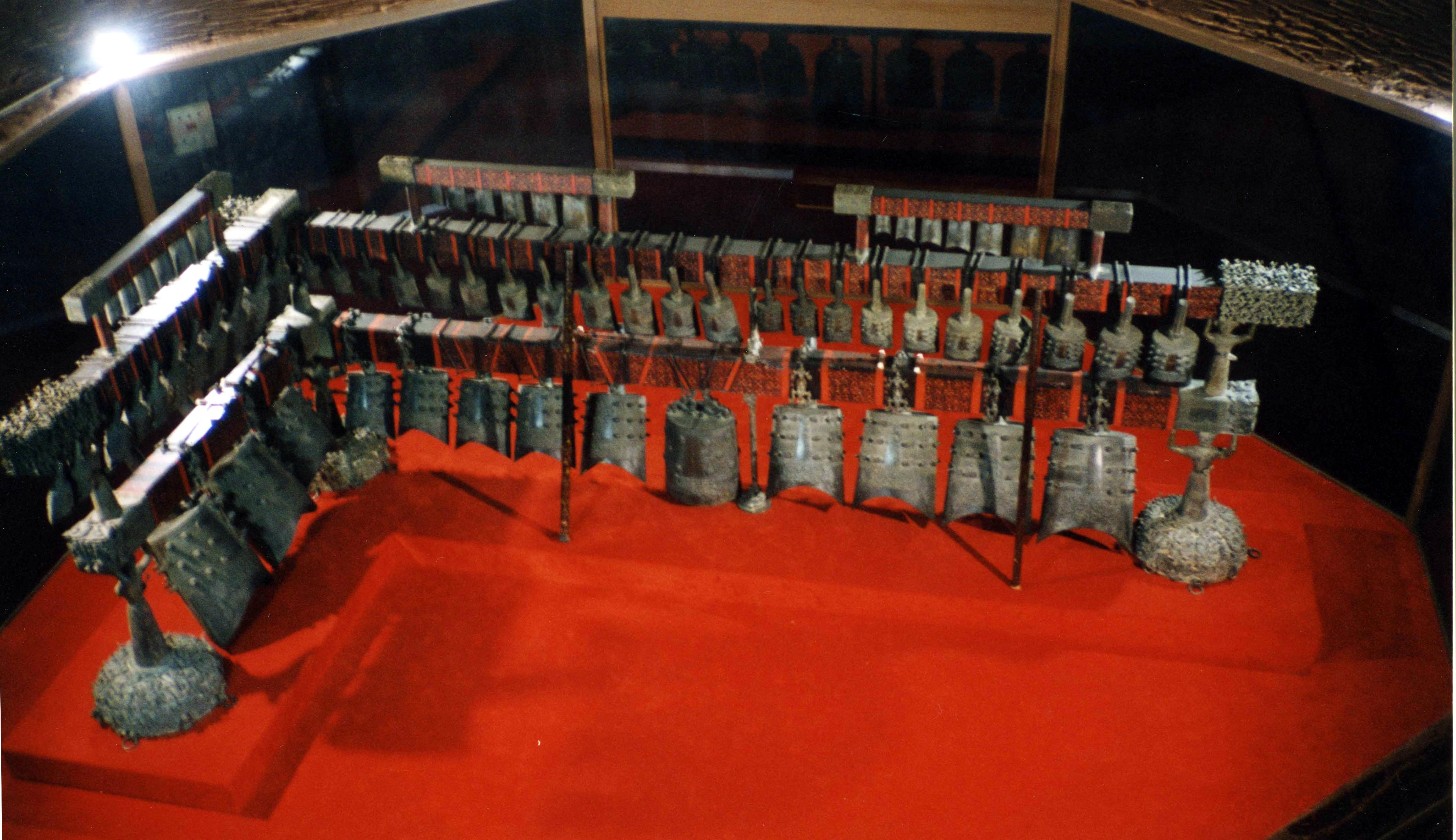
Cada sino de bronze do Marquês Yi de Zeng contém uma inscrição que descreve a nota específica que desempenha, a sua posição em uma escala de 12 notas, e como esta escala diferenciava das escalas utilizadas por outros estados chineses daquele tempo; antes dessa descoberta em 1978, o mais antigo conhecido sobrevivente conjunto de ajuste chinês vinha de um texto do século III a.C. (que alega ter sido escrito por Guan Zhong, d.) com cinco tons e adições ou subtrações de ⅓ das sucessivas tom de valores que produzem o aumento em quartos e queda em quintos da afinação Pitagórica.

- Temperamento igual: Durante a Dinastia Hã (202 a.C.–220 d.C.), o músico teórico e matemático Jing Fang (78–37 a.C.) estendeu a 12 tons encontrados no século II a.C. Huainanzi para 60.[6] Ao gerar suas 60 divisão de afinação , ele descobriu que 53 quintas justas são aproximadas a 31 oitavas, calculando a diferença {\displaystyle {\tfrac {177147}{176776}}}este foi exatamente o mesmo valor para 53 temperamento iguais, calculado pelo alemão matemático Nicolau de Mercator (c. 1620–1687) 353/284, um valor conhecido como Vírgula de Mercator.[7][8] A Dinastia Mingue (1368–1644) teórico musical, Zhu Zaiyu (1536–1611) elaborado em três trabalhos em separado a partir de 1584 a optimização do sistema de temperamento igual. Para obter intervalos iguais, Zhu divide a oitava (cada oitava, com uma proporção de 1:2, que também pode ser expressa como 1:212/12) em doze igual semitons enquanto cada comprimento foi dividido pelos 12 de raiz de 2.[9] Ele não simplesmente dividir a sequência de caracteres em doze partes iguais (i.e. 11/12, 10/12, 9/12, etc.) o que poderia dar temperamento desigual; em vez disso, ele alterou a proporção de cada semitom por uma quantidade igual (por exemplo, 1:2 11/12, 1:210/12, 1:29/12, etc.) e determinou o exato comprimento da cadeia, dividindo-a por 12√2 (o mesmo que 21/12).[9]
- Eliminação Gaussiana: publicado pela Primeira vez no Ocidente por Carl Friedrich Gauss (1777–1855), em 1826, o algoritmo para resolver equações lineares conhecido como eliminação Gaussiana é nomeado após este Hanoverian matemático, mas foi expressa pela primeira vez como a Matriz de Regra nos Nove Capítulos sobre a Matemática de Arte chineses, escritos em sua maioria por 179 d.C. durante a Dinastia Hã (202 a.C.–220 d.C.) e comentado pelo matemático Liu Hui do século III.[10][11][12]

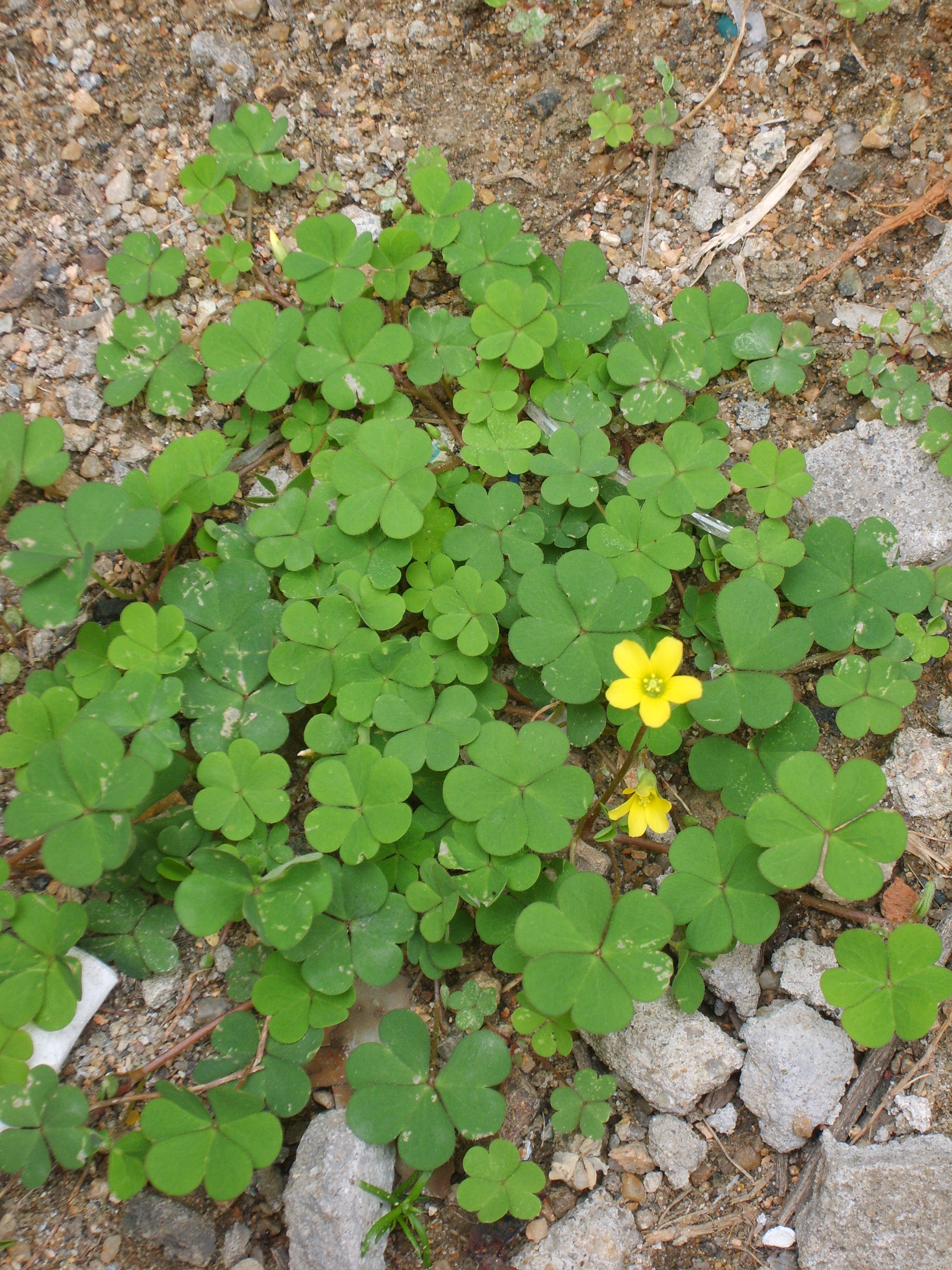
Ciente de minerais subterrâneos associados com determinadas plantas, pelo menos, no século V a.C., os chineses extraíram elementos com traços de cobre a partir de Oxalis corniculata, retratado aqui, como está escrito no texto de 1421, Preciosos Segredos do Reino do Rei do Xin

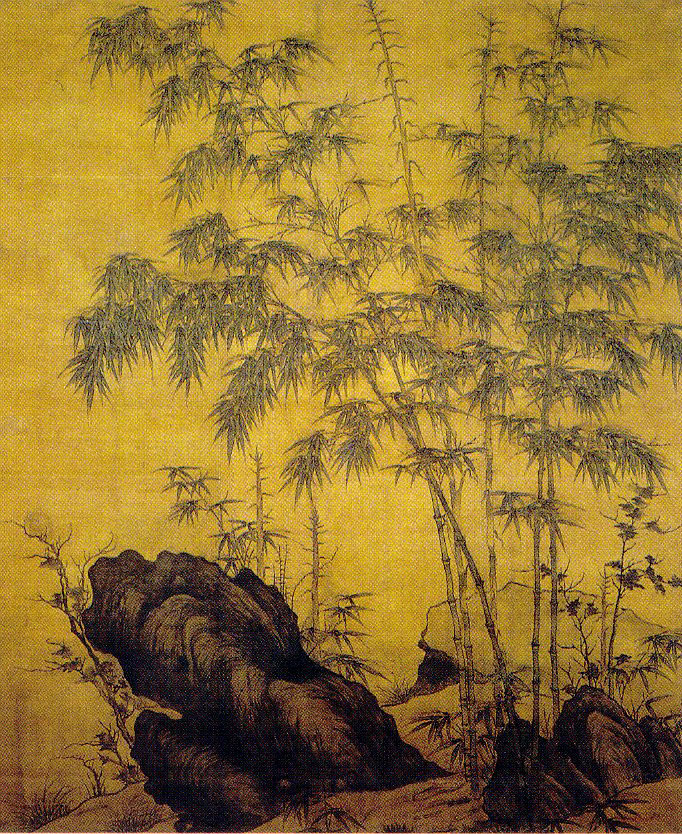
Bambu e rochas por Li Kan ; utilização de provas de bambus fossilizados encontrados em um local seco no norte da zona climática, Shen Kuo cria a hipótese de que a climas naturalmente mudam geograficamente ao longo do tempo

- Geomorfologia: Em sua Piscina de Sonho Ensaios de 1088, Shen Kuo (1031–1095) escreveu sobre um deslizamento de terra (perto de modern Yan an) onde bambus petrificados foram descobertos em um estado preservado subterrâneo, no norte da zona climática seca de Shanbei, Xianxim; Shen disse que já que o bambu era sabido apenas crescer em ambientes e condições de umidade, o clima da região norte deve ter sido diferentes no passado muito distante, postulando que as alterações climáticas ocorriam ao longo do tempo.[13][14] Shen também defendeu uma hipótese, em linha com a geomorfologia, depois de observar uma camada de fósseis marinhos em execução, na horizontal, através de um penhasco das Montanhas Taihang, levando-o a acreditar que ele já foi o local de uma antiga linha costal que tinha mudado centenas de km (ou milhas) a leste ao longo do tempo (devido à deposição de sedimentos e outros fatores).[15][16]
- Grade de referência: Apesar produtores de mapas profissionais e o uso da grades tenha existido na China antes, os cartógrafo e geógrafo, Pei Xiu do período dos Três Reinos foi o primeiro a mencionar um traçado geométrico de grades de referência e escala graduada exibido na superfície de mapas para obter maior precisão na estimativa da distância entre locais diferentes.[17][18][19] O historiador Howard Nelson afirma que há ampla evidência de que o mapa de Pei Xiu derivou a ideia do mapa com grades de referência de Zhang Heng (78–139), um polímata inventor e político da dinastia Hã do Leste.[20]
- Triângulo de Jia Xian: Este triângulo era o mesmo Triângulo de Pascal, descoberto por Jia Xian, na primeira metade do século XI, cerca de seis séculos antes de Pascal. Jia Xian usou esse triângulo como uma ferramenta para a extração das raízes quadradas e cúbicas .[21]

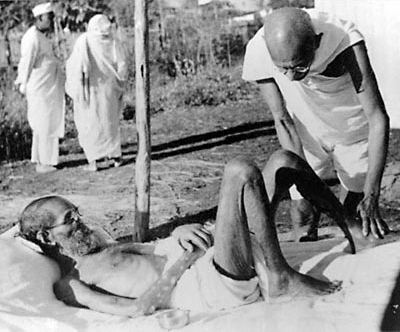
Mohandas Karamchand Gandhi tende a um leproso; os Chineses foram os primeiros a descrever os sintomas de hanseníase

- Lepra, a primeira descrição de seus sintomas: O Feng shi zhen 封診式 (Modelos para vedação e investigação), escrito entre 266 e 246 a.C., em o Estado de Qin durante o período dos Estados Guerreiros (403–221 a.C.), é o mais antigo conhecido de texto que descreve os sintomas da hanseníase, denominado sob a palavra genérica li 癘 (doenças de pele).[22] Este texto mencionado a destruição do septo nasal em pessoas que sofrem de lepra (uma observação de que não seria feita fora da China até os escritos de Avicena , no século XI), e de acordo com o Katrina McLeod e Robin Yates afirma, também, os leprosos sofria de "inchaço das sobrancelhas, perda de cabelo, a absorção da cartilagem nasal, a aflição dos joelhos e cotovelos, respiração difícil e rouca, bem como anestesia."[22] A hanseníase não foi descrita no Ocidente até os escritos do Romano autores Aulo Cornélio Celso (25 a.C.–37 d.C.) e Plínio, o velho (23–79).[22] Embora se alegue que o Sushruta Samhita, que descreve a lepra,[23] é datado do século VI a.C.[24]

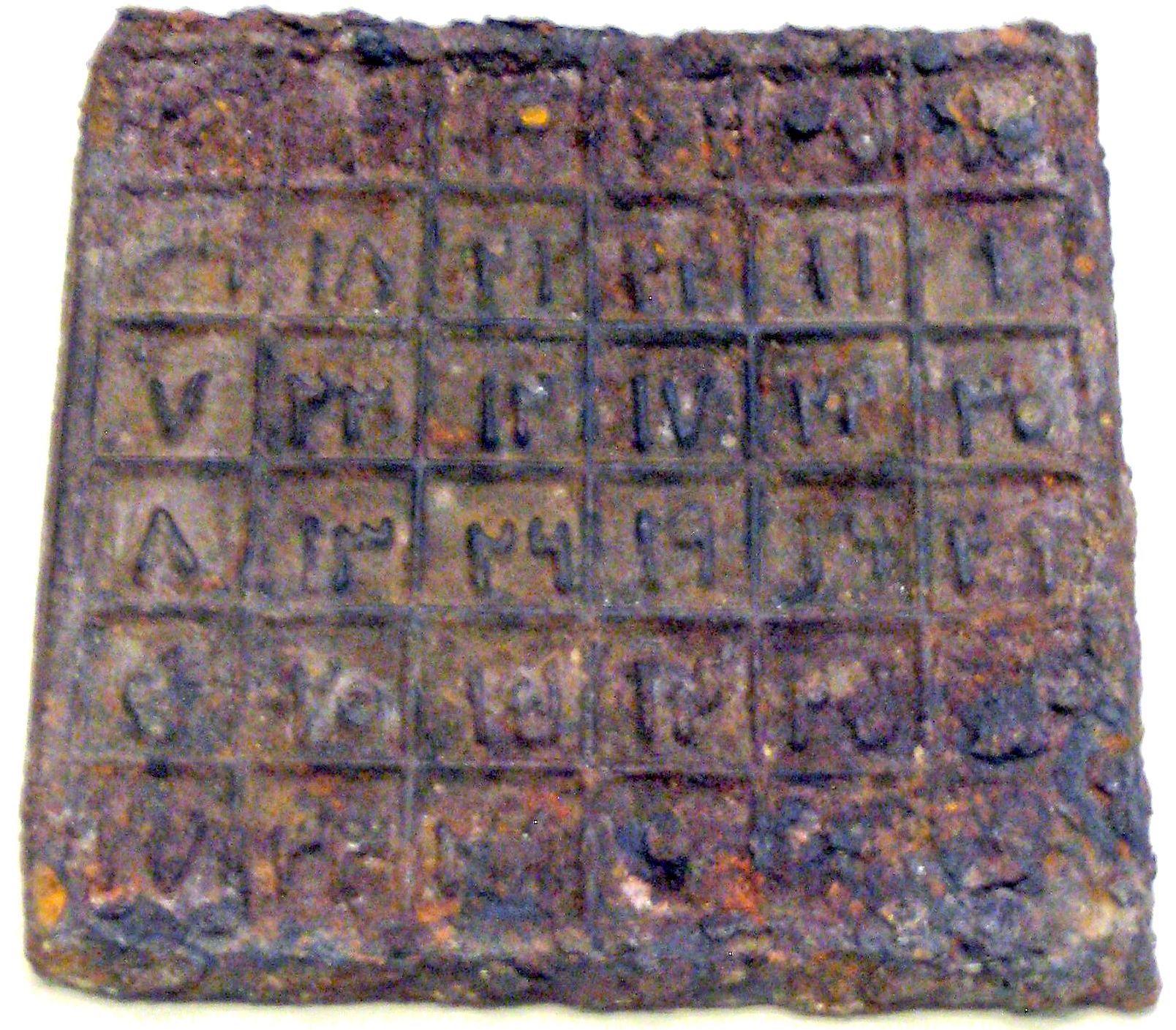
Chapa de ferro com uma ordem de 6 quadrado mágico em numerais arábicos da China, que datam da Dinastia Iuã (1271-1368)

- Somatório Fórmulas de Li Shanlan: descoberto pelo matemático Li Shanlan em 1867.[25]
- Algoritmo de Liu Hui para π : O algoritmo de Liu Hui para π foi inventado por Liu Hui (fl. século III), um matemático do Reino de Wei.
- Quadrados mágicos: O primeiro quadrado mágico é o quadrado de Lo Shu, que datam do século IV a.C. na China. O quadrado foi visto como místico, e de acordo com a mitologia Chinesa, "foi visto pela primeira vez pelo Imperador Yu."[26]
- Mapa de escala: As bases quantitativas de um mapa de escala vem da China antiga, com evidência textual de que a idéia de mapa de escala foi entendida no século II a.C.[27] O Chinês cartógrafo e geógrafo Pei Xiu do período dos Três Reinos criou um conjunto de grande área de mapas que foram desenhados à escala. Ele produziu um conjunto de princípios que salientou a importância da coerência de escala, direcional medições e ajustes na terra medições no terreno que está sendo mapeada.[27]
- Números negativos, símbolos e uso: Nos Nove Capítulos sobre a Matemática Arte compilado durante a Dinastia Hã (202 a.C.–220 d.C.) por 179 AD e comentados por Liu Hui (fl. século III) no 263,[3] os números negativos aparecem como haste de números em uma posição inclinada.[28] Números negativos representados como preto hastes e números positivos como o vermelho hastes em Chinês contagem de hastes de sistema, talvez, existia até o século II a.C., durante o Hã Ocidental, enquanto era uma prática estabelecida em álgebra chinesa durante a Dinastia Sungue (960-1279).[29][30] Números negativos foram usados pela primeira vez na Europa pelos gregos matemático Diophantus (fl. século III) em cerca de 275, mas foram consideradas um absurdo conceito na matemática ocidental até A Grande Arte, escrita em 1545 pelo italiano matemático Girolamo Cardano (1501–1576).[30]
- Pi calculado como {\displaystyle {\tfrac {355}{113}}}: Os antigos Egípcios, Babilônicos, Indianos e Gregos tinham feito muito tempo aproximações de π pelo tempo que o chinês matemático e astrônomo Liu Xin (c. 46 a.C.–23 d.C.) melhorou os antigos Chineses aproximação de apenas 3 π para 3.1547 como π (com provas em vasos datados do reinado de Wang Mang (9–23), de outras aproximações de 3.1590, 3.1497, e 3.1679).[31][32] Ao lado, Zhang Heng (78–139) fez duas aproximações para o valor de π, por proporcionar a celeste círculo com o diâmetro da terra como {\displaystyle {\tfrac {736}{232}}} = 3.1724 e usando (depois de um longo algoritmo) a raiz quadrada de 10, ou 3.162.[32][33][34] Em seu comentário sobre a Dinastia Hã, o trabalho matemático Nove Capítulos sobre a Matemática da Arte, Liu Hui (fl. século III) utilizados diversos algoritmos para processar várias aproximações para pi em 3.142704, 3.1428, e a 3.14159.[35] Finalmente, o matemático e astrônomo Zu Chongzhi (429–500) aproximado de pi para um ainda maior grau de precisão, tornando-o {\displaystyle {\tfrac {355}{113}}}, um valor conhecido em Chinês como Milü ("detalhada ratio").[36] Este foi o melhor racional aproximação de pi com um denominador de até quatro dígitos; o próximo número racional é {\displaystyle {\tfrac {52163}{16604}}}, qual é a melhor aproximação racional. Zu, em última análise, determinado o valor de π entre 3.1415926 e 3.1415927.[37] Zu, a aproximação foi mais precisa do mundo, e não seria alcançada em outro lugar por um milênio,[38] até Madhava de Sangamagrama[39] e Jamshīd al-Kāshī[40] no início do século XV.